# 埃爾阿爾門德羅
埃爾阿爾門德羅（西班牙語：El Almendro），是尼加拉瓜的城鎮，位於該國東南部，由聖胡安河省負責管轄，始建於1974年7月4日，面積1,009平方公里，海拔高度186米，2005年人口13,363，人口密度每平方公里13.24人。
11°41′N 84°42′W / 11.683°N 84.700°W